# Tarenna kivuensis
Tarenna kivuensis là một loài thực vật có hoa trong họ Thiến thảo. Loài này được Degreef mô tả khoa học đầu tiên năm 2006.